# Frank Hagney
Francis Sydney Hagney, né le 20 mars 1884 à Sydney (Nouvelle-Galles du Sud) et mort le 25 juin 1973 à Los Angeles (Californie), est un acteur australien (occasionnellement boxeur et cascadeur), connu comme Frank Hagney (parfois crédité Frank S. Hagney).

## Biographie

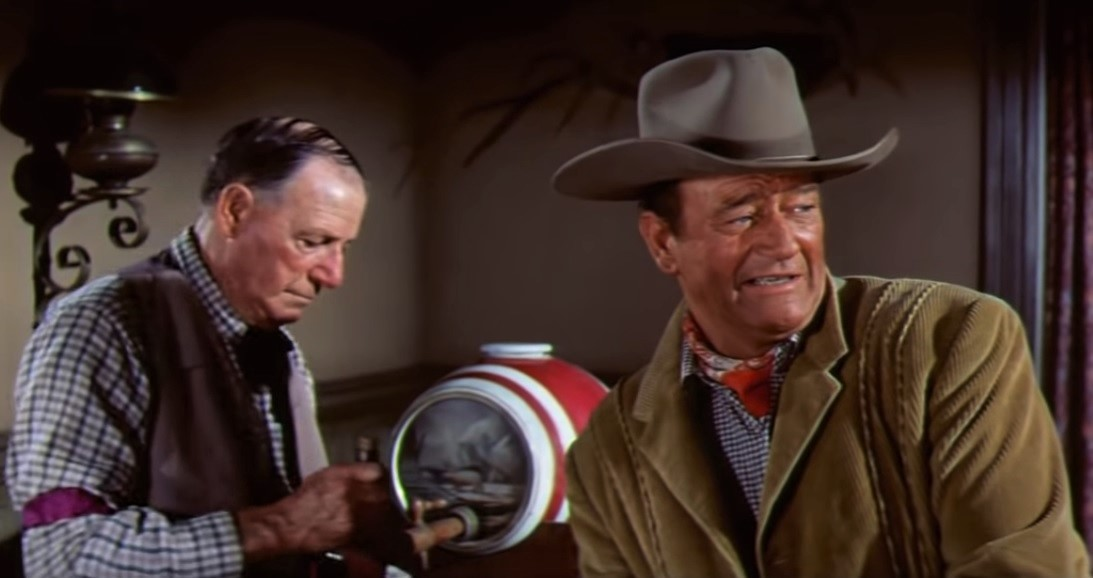
Dans Le Grand McLintock (1963), avec John Wayne

Installé aux États-Unis, Frank Hagney apparaît au cinéma dans quatre-cent-douze films américains dès la période du muet, comme second rôle ou (le plus souvent) dans des petits rôles non crédités, depuis The Battler de Frank Reicher (1919, avec Earl Metcalfe) jusqu'à The Fastest Guitar Alive de Mickey Moore (en) (1967, avec Roy Orbison et Lyle Bettger).
Il contribue notamment à de nombreux westerns, dont Le Mari de l'Indienne de Cecil B. DeMille (1931, avec Warner Baxter et Lupe Vélez), Visage pâle de Norman Z. McLeod (1948, avec Bob Hope et Jane Russell), Le Cavalier de la mort d'André de Toth (1951, avec Randolph Scott et Joan Leslie) et Le Grand McLintock d'Andrew V. McLaglen (1963, avec John Wayne et Maureen O'Hara).
Parmi ses films en dehors du western, citons Le Mécano de la « General » de Buster Keaton et Clyde Bruckman (1926, avec Buster Keaton et Marion Mack), Conflit de David Howard (1936, avec John Wayne et Ward Bond), La vie est belle de Frank Capra (1946, avec James Stewart et Donna Reed) et Les Révoltés de la cellule 11 de Don Siegel (1954, avec Neville Brand et Leo Gordon).
À la télévision américaine, souvent également dans le domaine du western, il joue dans trente-cinq séries, les deux premières en 1950. Ultérieurement, mentionnons Cisco Kid (deux épisodes, 1954), The Lone Ranger (deux épisodes, 1955-1956), Perry Mason (trois épisodes, 1959-1962) et Daniel Boone (deux épisodes, 1966-1967), sa dernière série.
Par ailleurs, Frank Hagney est occasionnellement boxeur (catégorie poids lourds, de 1914 à 1921) et cascadeur (dans vingt-cinq de ses films entre 1921 et 1957, dont Les Conquérants d'un nouveau monde de Cecil B. DeMille en 1947). À noter qu'il interprète un boxeur dans Le Champion de King Vidor (1931, avec Wallace Beery et Jackie Cooper).
Il meurt à Los Angeles en 1973, à 89 ans.

## Filmographie partielle

### Cinéma

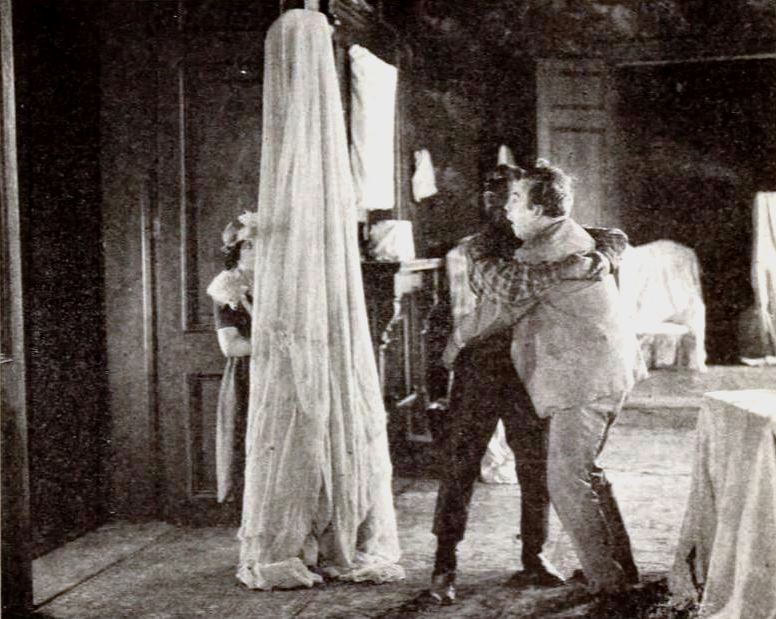
Dans Un revenant plein d'esprit (1921)

- 1921 : Un revenant plein d'esprit (The Ghost in the Garret) de F. Richard Jones
- 1922 : Outcast de Chester Withey : rôle non spécifié
- 1924 : The Pilgrims d'Edwin L. Hollywood (court métrage) : un indien
- 1924 : Bring Him In d'Erle C. Kenton (court métrage) : Spike McGann
- 1925 : La Barrière des races (Braveheart) de Alan Hale Sr.
- 1925 : Big Pal de John G. Adolfi
- 1926 : Le Mécano de la « General » (The General) de Buster Keaton et Clyde Bruckman : le sergent recruteur
- 1926 : Jim le harponneur (The Sea Beast) de Millard Webb
- 1927 : The Last Trail de Lewis Seiler
- 1927 : Le Fils de Kid Roberts (On Your Toes) de Fred C. Newmeyer
- 1927 : L'Imbattable (One-Round Hogan) de Howard Bretherton
- 1928 : Vultures of the Sea de Richard Thorpe (serial) : Bull Marlow
- 1928 : Power d'Howard Higgin : un chef de chantier
- 1928 : The Charge of the Gauchos (Una Nueva y gloriosa nación) d'Albert H. Kelley
- 1928 : The Fight Pest de Leo McCarey et Fred Guiol (court métrage) : rôle non spécifié
- 1929 : Capitaine Swing (Captain Lash) de John G. Blystone

- 1930 : Billy le Kid (Billy the Kid) de King Vidor : Bert Grant
- 1930 : Son homme (Her Man) de Tay Garnett : Hank
- 1930 : The Phantom of the West de D. Ross Lederman : le shérif Jim H. Ryan
- 1931 : Le Champion (The Champ) de King Vidor : Manuel Quiroga
- 1931 : No Limit de Frank Tuttle : Battling Hannon
- 1931 : L'Attaque de la caravane ou La Grande Caravane (Fighting Caravans) d'Otto Brower et David Burton : le renégat
- 1931 : I Like Your Nerve de William C. McGann : Rocci
- 1931 : Orages (A House Divided) de William Wyler : Big Bill
- 1931 : Le Mari de l'Indienne (The Squaw Man) de Cecil B. DeMille : le shérif-adjoint Clark
- 1931 : Sit Tight de Lloyd Bacon : Olaf
- 1932 : Duke le rebelle (Ride Him, Cowboy) de Fred Allen : Henry Sims alias « Le Rapace »
- 1932 : Les Sans-soucis (Pack Up Your Troubles) de George Marshall et Ray McCarey : un sammie
- 1932 : Tom Brown of Culver de William Wyler (non crédité)
- 1932 : À tour de brasses (You Said a Mouthful) de Lloyd Bacon : le manager de Joe
- 1932 : Si j'avais un million (If I Had a Million) de James Cruze et autres (film à sketches) : Mike
- 1933 : Le Parachutiste (Parachute Jumper) d'Alfred E. Green : un marine
- 1933 : Dans tes bras (Hold Your Man) de Sam Wood : le policier arrêtant Ruby
- 1933 : Tillie and Gus de Francis Martin : le président du jury
- 1933 : The Chief de Charles Reisner : un pompier
- 1933 : Le Tourbillon de la danse (Dancing Lady) de Robert Z. Leonard : un policier
- 1934 : Green Eyes de Richard Thorpe : un policier à moto
- 1934 : The Red Rider de Lew Landers (serial) : un pilier de bar (ch. 1)
- 1934 : L'Île au trésor (Treasure Island) de Victor Fleming : un pirate
- 1935 : Les Misérables (titre original) de Richard Boleslawski : un galérien
- 1935 : Le Mouchard (The Informer) de John Ford : un policier
- 1935 : Aux frais de la princesse (The Daring Young Man) de William A. Seiter : un prisonnier
- 1935 : Diamond Jim d'A. Edward Sutherland : un agresseur
- 1936 : Conflit (Conflict) de David Howard : Mike Malone
- 1936 : Robin des Bois d'El Dorado (The Robin Hood of El Dorado) de William A. Wellman : le shérif-adjoint Phil
- 1936 : La Brute magnifique (The Magnificent Brute) de John G. Blystone : un travailleur
- 1936 : Gun Grit de William Berke
- 1937 : J'ai le droit de vivre (You Only Live Once) de Fritz Lang : un homme en civil
- 1937 : Park Avenue Logger de David Howard : un bûcheron
- 1937 : Hollywood Cowboy d'Ewing Scott (en) et George Sherman : Gillie
- 1937 : Alerte la nuit (Night Key) de Lloyd Corrigan : un homme de main
- 1937 : Le Prince et le Pauvre (The Prince and the Pauper) de William Keighley et William Dieterle : un mendiant
- 1937 : La Grande Ville (Big City) de Frank Borzage : un chauffeur de taxi
- 1938 : Le Professeur Schnock (Professor Beware) d'Elliott Nugent : un marin
- 1938 : Army Girl de George Nichols Jr. : un soldat
- 1938 : Les Aventures de Robin des Bois (The Adventures of Robin Hood) de Michael Curtiz et William Keighley : un homme d'armes
- 1938 : Zorro l'homme-araignée (The Spider's Web) de James W. Horne et Ray Taylor (serial) : un homme de main
- 1938 : Les Anges aux figures sales (Angels with Dirty Faces) de Michael Curtiz : Sharpie
- 1939 : Capitaine Furie (Captain Fury) d'Hal Roach : un garde
- 1939 : La Tour de Londres (Tower of London) de Rowland V. Lee : un soldat
- 1940 : Le Retour de l'homme invisible (The Invisible Man Returns) de Joe May : Bill
- 1940 : Le Grand Passage (Northwest Passage) de King Vidor : Capitaine Grant
- 1940 : Le Fantôme du cirque (The Shadow) de James W. Horne (serial) : le kidnappeur de Cranston
- 1940 : L'Escadron noir (Dark Command) de Raoul Walsh : le deuxième yankee coriace
- 1940 : La Fièvre du pétrole (Boom Town) de Jack Conway : l'homme abandonné par Whitey
- 1940 : Misbehaving Husbands de William Beaudine
- 1940 : La Maison des sept péchés (Seven Sinners) de Tay Garnett : « Junior »
- 1941 : Billy le Kid le réfractaire (Billy the Kid) de David Miller et Frank Borzage : un homme au saloon
- 1941 : Docteur Jekyll et M. Hyde (Doctor Jekyll and Mr. Hyde) de Victor Fleming : un ivrogne
- 1942 : Sunday Punch de David Miller : l'arbitre Dennis Riley
- 1942 : Mon espion favori (My Favorite Spy) de Tay Garnett : le patron de Kelly
- 1942 : Sacramento (In Old California) de William C. McGann : un citoyen en colère
- 1942 : Gentleman Jim de Raoul Walsh : un agresseur
- 1942 : Tennessee Johnson de William Dieterle : Heckler
- 1943 : Hitler's Madman de Douglas Sirk : un ingénieur
- 1943 : Rencontre à Londres (Two Tickets to London) d'Edwin L. Marin : le deuxième officier en second
- 1944 : Jack l'Éventreur (The Lodger) de John Brahm : un policier
- 1944 : Les Aventures de Mark Twain (The Adventures of Mark Twain) d'Irving Rapper : un chef d'équipe
- 1945 : La Belle de San Francisco (Flame of Barbary Coast) de Joseph Kane : un acolyte de Morell
- 1945 : L'Intrigante de Saratoga (Saratoga Trunk) de Sam Wood : le chef du gang Soule
- 1945 : L'Aventure (Adventure) de Victor Fleming : un patron
- 1946 : Ève éternelle (Easy to Wed) d'Edward Buzzell : un camionneur
- 1946 : La vie est belle (It's a Wonderful Life) de Frank Capra : l'aide muet de Potter
- 1947 : Les Conquérants d'un nouveau monde (Unconquered) de Cecil B. DeMille : le barman Jake
- 1947 : Too Many Winners de William Beaudine : Joe
- 1947 : Les Corsaires de la terre (Wild Harvest) de Tay Garnett : un ouvrier agricole d'Alperson
- 1948 : Le Barrage de Burlington (River Lady) de George Sherman : Sands
- 1948 : Les Trois Mousquetaires (The Three Musketeers) de George Sidney : le bourreau à Lyon
- 1948 : Jeanne d'Arc (Joan of Arc) de Victor Fleming : le troisième soldat
- 1948 : Smith le taciturne (Whispering Smith) de Leslie Fenton : Frank
- 1948 : Visage pâle (The Paleface) de Norman Z. McLeod : Greg
- 1949 : Les Ruelles du malheur (Knock on Any Door) de Nicholas Ray : un suspect
- 1949 : La Chevauchée de l'honneur (Streets of Laredo) de Leslie Fenton : un Texas Ranger
- 1949 : Ça commence à Vera Cruz (The Big Steal) de Don Siegel : le garde Madden
- 1949 : Les Fous du roi (All the King's Men) de Robert Rossen
- 1949 : Un jour à New York (On the Town) de Stanley Donen et Gene Kelly : un policier
- 1950 : Maman est à la page (Let's Dance) de Norman Z. McLeod : un sergent de police
- 1950 : Terre damnée (Copper Canyon) de John Farrow : un acolyte de Travis
- 1951 : Trois Troupiers (Soldiers Three) de Tay Garnett : l'écossais
- 1951 : Le Foulard (The Scarf) d'Ewald André Dupont : l'ami de Floozy
- 1951 : Le Cavalier de la mort (Man in the Saddle) d'André de Toth : Ned Bale
- 1952 : La Vallée des géants (The Big Trees) de Felix E. Feist : Glen
- 1952 : La Madone du désir (The San Francisco Story) de Robert Parrish : Palmer
- 1952 : Duel sans merci (The Duel at Silver Creek) de Don Siegel : Will
- 1952 : Les Feux de la rampe (Limelight) de Charlie Chaplin
- 1953 : Kansas Pacific  de Ray Nazarro
- 1953 : La Dernière Chevauchée (The Last Posse) d'Alfred L. Werker : un citadin
- 1953 : Vaquero (Ride Vaquero) de John Farrow : un barman
- 1953 : Les Massacreurs du Kansas (The Stranger Wore a Gun) d'André de Toth : un shérif-adjoint
- 1953 : L'Équipée sauvage (The Wild One) de László Benedek
- 1954 : Les Révoltés de la cellule 11 (Riot in Cell Block 11) de Don Siegel : le prisonnier Roberts
- 1954 : Trois Heures pour tuer (Three Hours to Kill) d'Alfred L. Werker : Cass
- 1954 : Dans les bas-fonds de Chicago (The Human Jungle) de Joseph M. Newman : rôle non spécifié
- 1955 : Le juge Thorne fait sa loi (Stranger on Horseback) de Jacques Tourneur : un barman
- 1955 : Ville sans loi (A Lawless Street) de Joseph H. Lewis : Dingo Brion
- 1955 : La Loi du plus fort (Timberjack) de Joseph Kane
- 1956 : L'Invasion des profanateurs de sépultures (Invasion of the Body Snatchers) de Don Siegel
- 1956 : Plus dure sera la chute (The Harder They Fall) de Mark Robson : un arbitre
- 1956 : Les Dix Commandements (The Ten Commandments) de Cecil B. DeMille
- 1957 : Le Fort de la dernière chance (The Guns of Fort Petticoat) de George Marshall : un forgeron
- 1957 : Règlements de comptes à O.K. Corral (Gunfight at the O.K. Corral) de John Sturges : un barman
- 1957 : 3 h 10 pour Yuma (3:10 to Yuma) de Delmer Daves
- 1958 : Les Boucaniers (The Buccaneer) d'Anthony Quinn : un pirate à Barataria
- 1959 : Le Dernier Train de Gun Hill (Last Train from Gun Hill) de John Sturges : un acolyte de Craig au Horseshoe
- 1962 : Coups de feu dans la Sierra (Ride the High Country) de Sam Peckinpah : un mineur
- 1963 : Le Grand McLintock (McLintock!) d'Andrew V. McLaglen : le barman Elmer
- 1963 : La Taverne de l'Irlandais (Donovan's Reef) de John Ford : un premier maître
- 1964 : La Fureur des Apaches (Apache Rifles) de William Witney : un citoyen
- 1966 : Matt Helm, agent très spécial (The Silencers) de Phil Karlson : un ivrogne
- 1966 : Rancho Bravo (The Rare Breed) d'Andrew V. McLaglen : un acheteur de bétail
- 1967 : The Fastest Guitar Alive de Mickey Moore (en) : un ivrogne

### Télévision
(séries)
- 1954 : Cisco Kid (The Cisco Kid), saison 4, épisode 21 Double Deal (Connors) et épisode 25 Powder Trail (Lon)
- 1954 : Histoires du siècle dernier (Stories of the Century), saison 1, épisode 14 Tiburcio Vasquez de William Witney : George Allen « le Grec »
- 1955-1956 : The Lone Ranger
  - Saison 4, épisode 26 Uncle Ed (1955) d'Oscar Rudolph : Mike Carney
  - Saison 5, épisode 12 The Twisted Track (1956) d'Earl Bellamy : un acolyte de Clint
- 1956 : Cheyenne, saison 1, épisode 15 The Last Train West de Richard L. Bare : un citoyen
- 1958 : Sugarfoot, saison 1, épisode 12 Man Wanted de Franklin Adreon : un citoyen
- 1958 : La Grande Caravane (Wagon Train), saison 2, épisode 1 Around the Horn d'Herschel Daugherty : un prisonnier
- 1959 : L'Homme à la carabine (The Rifleman), saison 1, épisode 33 The Money Gun de Sam Peckinpah : Nils Swenson
- 1959-1962 : Perry Mason
  - Saison 2, épisode 23 The Case of the Howling Dog (1959) de William D. Russell : un gardien
  - Saison 3, épisode 11 The Case of the Violent Village (1960) de William D. Russell : le deuxième homme
  - Saison 5, épisode 18 The Case of the Tarnished Trademark (1962) de Jerry Hopper : le premier ouvrier
- 1963 : Gunsmoke ou Police des plaines (Gunsmoke ou Marshal Dillon), saison 8, épisode 33 Quint-Cident d'Andrew V. McLaglen : le pilier de bar avec le shérif
- 1963 : Les Voyages de Jaimie McPheeters (The Travels of Jaimie McPheeters), saison unique, épisode 13 The Day of the Misfits de Jack Arnold : un mineur
- 1966-1967 : Daniel Boone, saison 3, épisode 11 Requiem for Craw Green (1966 : un colon) de George Sherman et épisode 19 The Jasper Ledbetter Story (1967 : un chef indien)